# Thiruvalla
Thiruvalla è una suddivisione dell'India, classificata come municipality, di 56.828 abitanti, situata nel distretto di Pathanamthitta, nello stato federato del Kerala. In base al numero di abitanti la città rientra nella classe II (da 50.000 a 99.999 persone).

## Geografia fisica
La città è situata a 9° 23' 03 N e 76° 34' 09 E.

## Società

### Evoluzione demografica
Al censimento del 2001 la popolazione di Thiruvalla assommava a 56.828 persone, delle quali 27.091 maschi e 29.737 femmine. I bambini di età inferiore o uguale ai sei anni assommavano a 5.569, dei quali 2.831 maschi e 2.738 femmine. Infine, coloro che erano in grado di saper almeno leggere e scrivere erano 49.852, dei quali 23.829 maschi e 26.023 femmine.